# Koman Coulibaly
Koman Coulibaly (* 4. Juli 1970) ist ein ehemaliger malischer Fußballschiedsrichter.

## Werdegang
Coulibaly war ab 1999 internationaler FIFA-Schiedsrichter.
Er war als Schiedsrichter bei acht Afrika-Cups im Einsatz (der Afrikameisterschaft 2002, der Afrikameisterschaft 2004 in Tunesien, der Afrikameisterschaft 2006 in Ägypten, der Afrikameisterschaft 2008 in Ghana, der Afrikameisterschaft 2010 in Angola, der Afrikameisterschaft 2012, der Afrikameisterschaft 2013 und der Afrikameisterschaft 2015) und leitete insgesamt 14 Spiele. 2010 leitete er das Finalspiel zwischen Ghana und Ägypten.
Coulibaly wurde als einer von vier afrikanischen Schiedsrichtern für die Fußball-Weltmeisterschaft 2010 in Südafrika ausgewählt. Am 18. Juni 2010 leitete Coulibaly das Vorrundenspiel zwischen den USA und Slowenien, wobei er durch Fehlentscheidungen in die Kritik geriet. Hauptkritikpunkt war die Nicht-Anerkennung des amerikanischen Siegtreffers durch Maurice Edu innerhalb der letzten Spielminuten. Einem Bericht des Focus zufolge, wollte die FIFA Coulibaly im weiteren Verlauf der WM nicht mehr einsetzen. Eine nicht genannte FIFA-Quelle wurde dort mit den Worten zitiert: „Die FIFA will den Schiedsrichter-Standard hochhalten. Wenn ein Fehler gemacht wurde, der den Spielausgang beeinflusst hat, dann ist es sehr unwahrscheinlich, dass er noch ein weiteres Spiel in dem Turnier leiten wird.“ Am Ende wurde der malische Offizielle in keinem weiteren Spiel der WM-Endrunde eingesetzt.